# Trifolium tembense
Trifolium tembense là một loài thực vật có hoa trong họ Đậu. Loài này được Fresen. miêu tả khoa học đầu tiên.